# Bumiaji (Gondang)
Bumiaji is een bestuurslaag in het regentschap Sragen van de provincie Midden-Java, Indonesië. Bumiaji telt 5559 inwoners (volkstelling 2010).